# Úsobí
Úsobí (německy Pollerskirchen) je městys v okrese Havlíčkův Brod v Kraji Vysočina. Žije zde 704 obyvatel. Protéká tudy Úsobský potok, který je levostranným přítokem řeky Sázavy.

## Historie
Počátky obce sahají do přelomu 13. a 14. století s první písemnou zmínkou kolem roku 1307. V latinských textech je název uváděný jako Ausobium, v německých Pollerskirchen. Od roku 1653 je užíván název obce Ausoba, později Ousobí a od roku 1920 je dnešní název Úsobí.
Roku 1789 bylo Úsobí povýšeno privilegiem císaře Josefa II. na městečko (městys) a byl mu udělen městský znak a prapor. Toto privilegium získal tehdejší majitel panství Leopold Fučikovský z Grünhofu za jehož působení dosáhlo Úsobí největšího hospodářského rozvoje.
Od 22. června 2007 byl obci vrácen status městyse.
| Rok            | 1869  | 1880  | 1890  | 1900  | 1910  | 1921  | 1930  | 1950 | 1961  | 1970 | 1980 | 1991 | 2001 | 2011 |
| -------------- | ----- | ----- | ----- | ----- | ----- | ----- | ----- | ---- | ----- | ---- | ---- | ---- | ---- | ---- |
| Počet obyvatel | 1 445 | 1 543 | 1 509 | 1 462 | 1 572 | 1 577 | 1 390 | 957  | 1 043 | 901  | 840  | 709  | 706  | 659  |

## Pamětihodnosti

### Kostel svatého Petra a Pavla
Původně gotický kostel svatých apoštolů Petra a Pavla je zmiňován již ke konci 13. století. Přestavba kostela do dnešní podoby proběhla v letech 1759–1760 a byla provedena stavitelem Aiglem z Jihlavy. V těchto letech byla vztyčena před farou socha Piety a postavena na bývalém hřbitově před kostelem nová kostnice a kaple sv. Barbory.
V roce 2009 začala několikaletá generální rekonstrukce kostela. Jednalo se o největší zásah od roku 1907, během kterého byla zajištěna statika budovy, zachráněno rozpadající se kostelní průčelí a původní šedá omítka byla nahrazena za červenou, čímž se kostel stal ještě výraznější dominantou v místní krajině.

### Zámek Úsobí
V první polovině 18. století byl úsobský zámek přebudován jako trojkřídlý, jednopatrový, s mírně převýšeným rizalitem uprostřed středního traktu. Rustikované průčelí je architektonicky členěno, portál rámován jónskými sloupy nesoucími balkon. Ve východním traktu je kaple P.Marie, sv.Floriána a sv.Donáta z roku 1758. V roce 1769 byl vybudován před zámkem nový barokní most s kamennými sochami.
V 50. letech 20. století byl zámek znárodněn a převzala jej Nemocnice Havlíčkův Brod, která z něj zřídila léčebnu pro dlouhodobě nemocné. Celý areál podtupně chátral až do roku 1999, kdy jej koupil pan Jaromír Polák, který se pustil do celkové rekonstrukce.
Na zámku jsou k vidění tematické výstavy a stálou expozici zde má Veterán klub Úsobí.

### Kaple strážných andělů
V roce 1715 vybudoval nad Úsobím vlastním nákladem farář D. Dvořák kapli Andělů strážných, která byla výnosem císaře Josefa II. v roce 1783 zrušena. Nyní se zde nacházejí pouze zbytky této stavby.

### Synagoga
Synagoga v Úsobí byla postavena pravděpodobně v 18. století, později ale byla přestavena na obytný dům.

### Skupina stromů
Severozápadně od obce se nachází na kamenném ostrůvku v polích srostlice sedmi stromů – javorů s dendrologickou a historickou hodnotou. Dle pověsti byly stromy vysazeny na místě, kde byly ve společném hrobě pohřbeny oběti epidemie cholery.

### Galerie

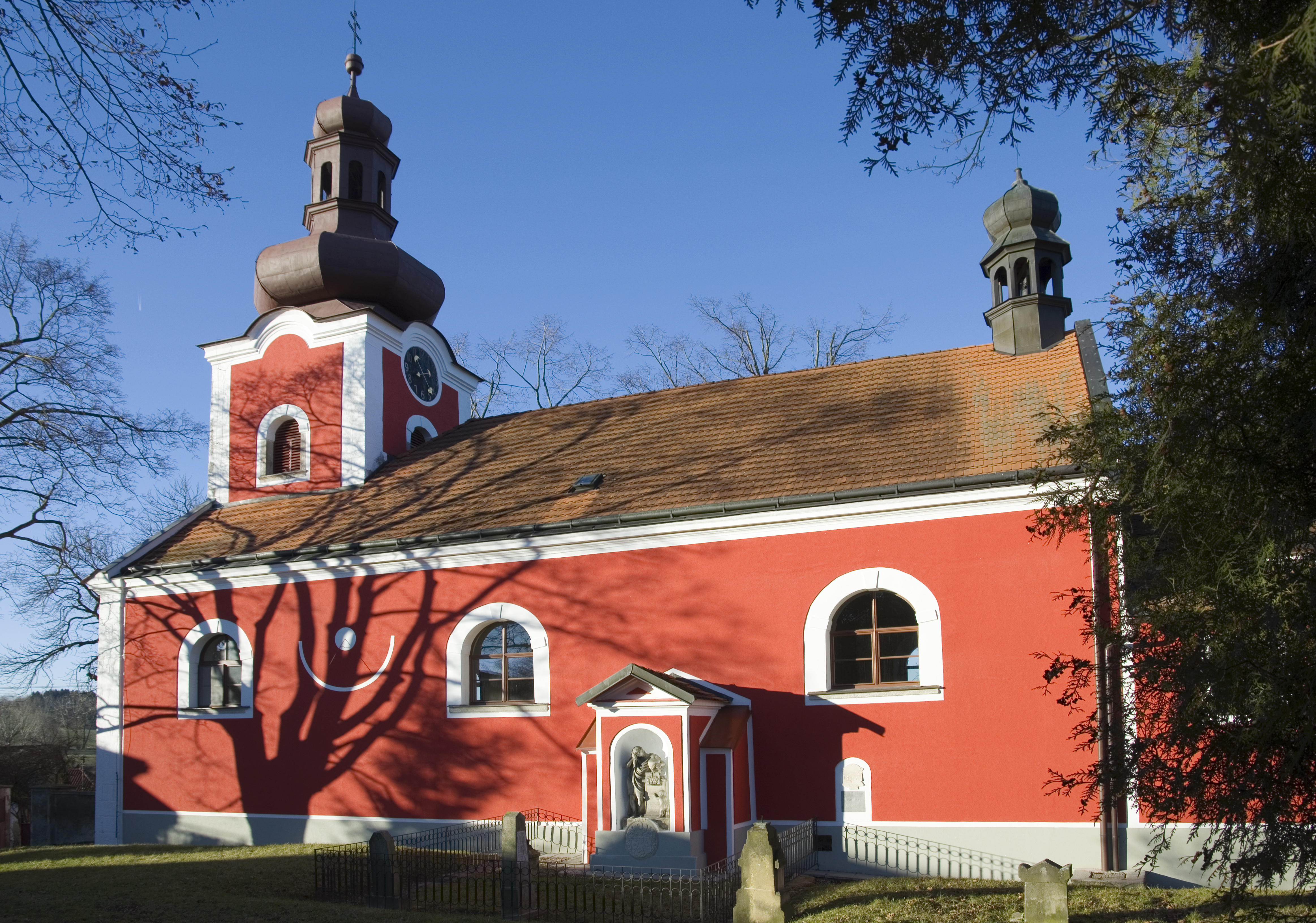
Kostel svatého Petra a Pavla v Úsobí
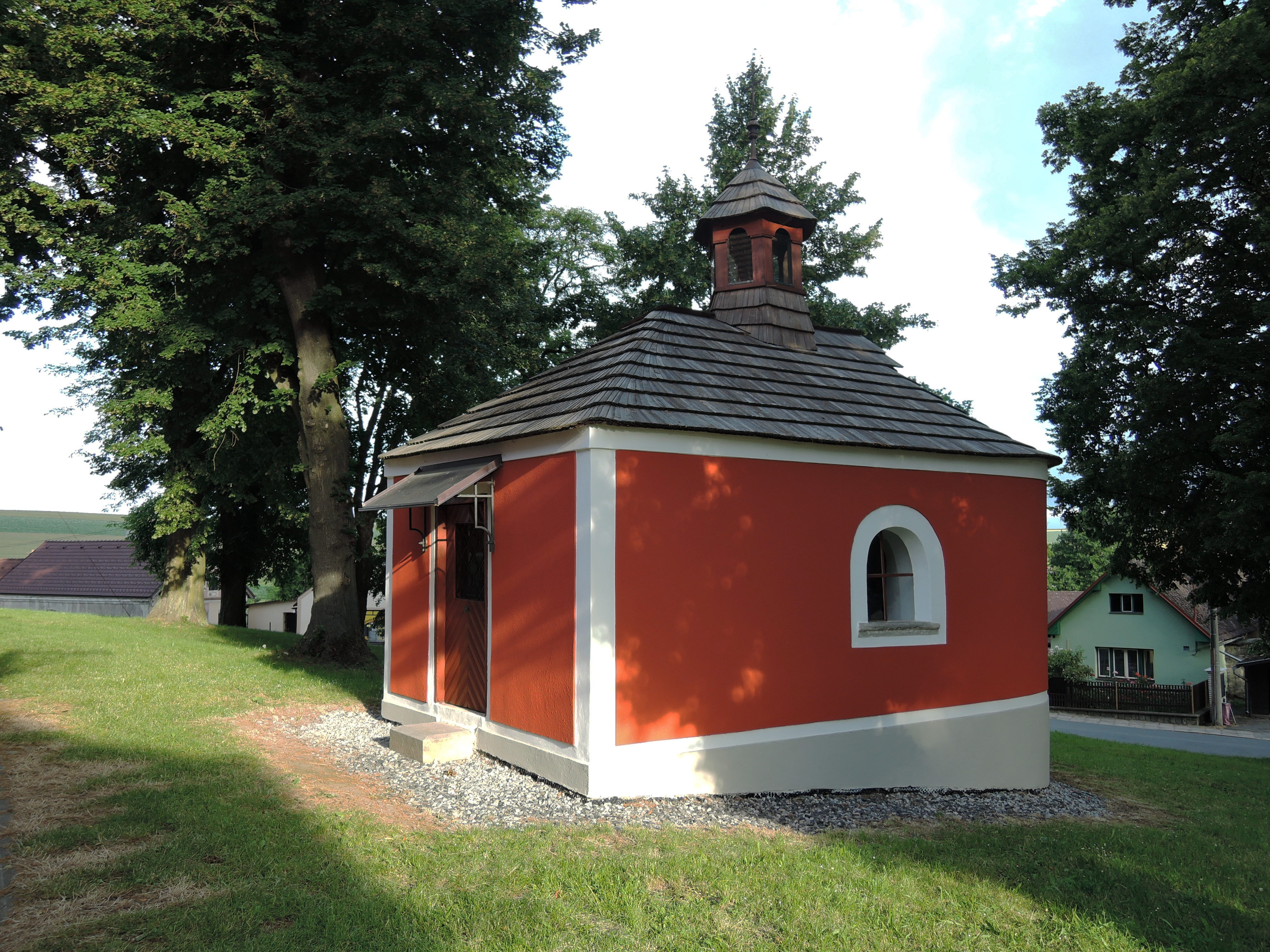
Kaple svaté Barbory u kostela
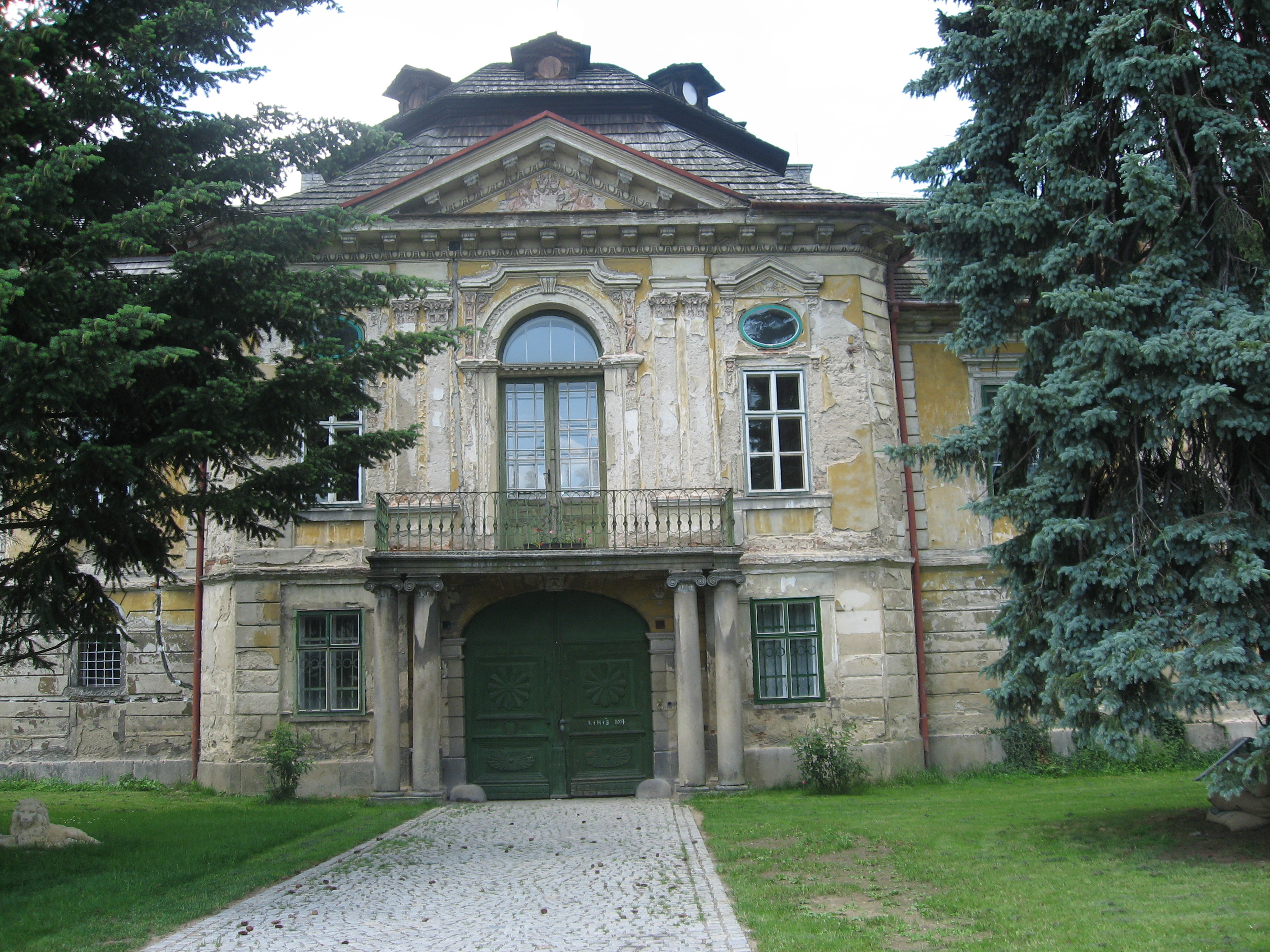
Zámek v Úsobí
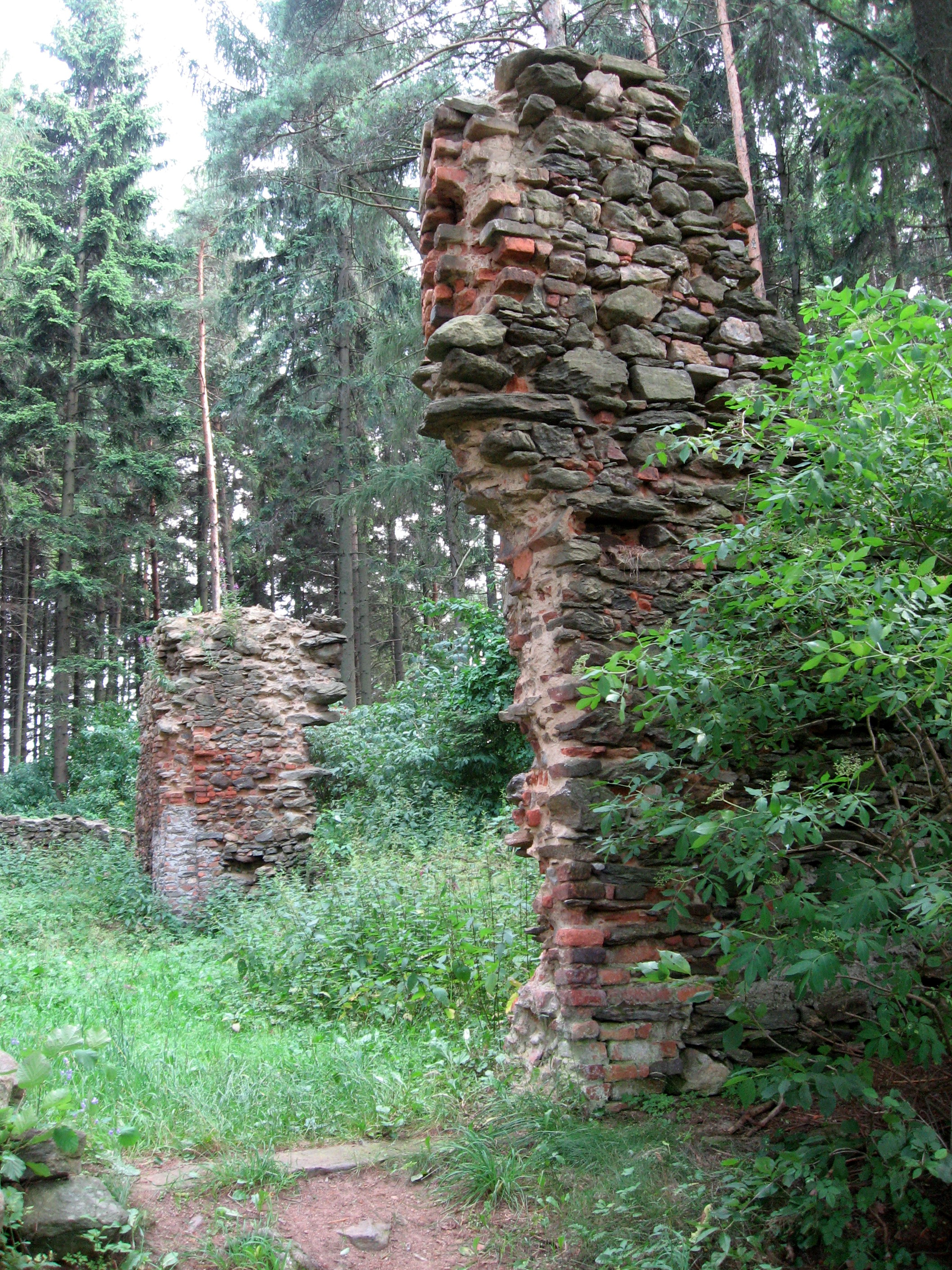
Zřícenina kaple strážných andělů

## Doprava
Katastrem městyse prochází dálnice D1 s exitem 104 Větrný Jeníkov. Dále silnice II/348 v úseku Herálec – Úsobí – Chyška – Štoky.
Silnice III. třídy:
- III/1312 Úsobí – Skorkov
- III/1313 ze silnice III/3486 na Kosovy
- III/3486 Úsobí – Exit 104
- III/3489 Úsobí – Chválkov
- III/34811 Chyška – Úhořilka

## Průmysl

### Sklárny
V roce 1779 byla v Úsobí založena brusírna skla, jejíž tradici rozvíjel rod Sacherů, Wagnerů a Grossmannů, který přivedl brusírnu k největší prosperitě. Do začátku 20. století se zde brousilo sklo sodnodraselné a po něm olovnatý křišťál. V roce 1945 byla brusírna znárodněna a v roce 1997 Sklárny Bohemia Jihlava přerušily téměř 220 let trvající tradici broušení skla v Úsobí tím, že zde ukončily činnost.

### Octárna a palírna
Roku 1854 byla panem Adolfem Böhmem v Přibyslavi zahájena výroba octa na Vysočině. Symbolicky bylo navázáno na tuto tradici roku 1994, kdy je založena octárna a palírna v Úsobí.

## Místní části
- Úsobí
- Chyška
- Kosovy

## Rodáci
- Josef Inwald (1837–1906) – sklářský podnikatel v Praze, Poděbradech a Vídni
- Heřman Inwald (1838–1907) – klenotník a obchodník se zlatnickým zbožím v Praze
- František Vencovský (1923–2006) – ekonom